# 拉塞爾堡鎮區 (伊利諾伊州麥迪遜縣)
拉塞爾堡鎮區（英語：Fort Russell Township）是位於美國伊利諾伊州麥迪遜縣的一個行政鎮區。

## 地方資料
根據2010年美國人口普查的數據，拉塞爾堡鎮區的面積為96.20平方千米，當中陸地面積為95.00平方千米，而水域面積為1.20平方千米。當地共有人口9020人，而人口密度為每平方千米93.76人。